# Charango (álbum)
Charango é o sétimo álbum da carreira de cantor do ex-tenista francês Yannick Noah.
O disco vendeu mais de 90.000 cópias, atingido assim certificação de ouro na França.

## Faixas
1. Donne-moi une vie (3:46)
2. Danser (3:01)
3. Aux arbres citoyens (3:18)
4. Je suis tombé (2:41)
5. Couleurs d'aimer (J.Kapler) (3:12)
6. Assez bon pour moi (3:29)
7. C'est toi (4:24)
8. J'y crois encore (2:42)
9. Destination ailleurs (2:52)
10. La vie nous donne (3:14)
11. Un jour - le combat (3:42)
12. Là (3:51)
13. Te Quiero (3:25)
14. Dans et sur mes bras (3:51)

## Desempenho nas Paradas Musicais
| Ano  | Álbum    | Paradas Musicais | Paradas Musicais | Paradas Musicais | Certificações |
| Ano  | Álbum    | França           | Bélgica          | Suíça            | Certificações |
| ---- | -------- | ---------------- | ---------------- | ---------------- | ------------- |
| 2006 | Charango | 1                | 1                | 7                |               |

### Singles
| Ano  | Single                 | Paradas Musicais | Paradas Musicais | Paradas Musicais | Certificações | Álbum    |
| Ano  | Single                 | França           | Bélgica          | Suíça            | Certificações | Álbum    |
| ---- | ---------------------- | ---------------- | ---------------- | ---------------- | ------------- | -------- |
| 2007 | "Aux arbres citoyens"  | 1                | 2                | 41               |               | Charango |
| 2007 | "Destination ailleurs" | 8                | 19               | —                |               | Charango |

## Certificações
| País   | Órgão | Certificação | Ref.  |
| ------ | ----- | ------------ | ----- |
| France | SNEP  | Ouro         | [ 1 ] |